# Naomi Sequeira
Naomi Sequeira (* 29. Dezember 1994) ist eine australische Schauspielerin und Sängerin.

## Leben und Karriere
Sequeira wurde Ende Dezember 1994 geboren. Sie hat portugiesische, spanische, philippinische und chinesische Wurzeln. Sie nahm 2011 bei den Auditions der dritten Staffel von The X Factor teil. Schließlich wurde sie bei einem Wettbewerb vom australischen Disney Channel entdeckt. Anschließend war sie für den Sender als Moderatorin tätig. Gemeinsam mit Adam Roberts moderiert sie seit 2013 die Talkshow Hanging With Adam and Naomi. 2013 unterschrieb Sequeira bei Music Entourage einen Plattenvertrag, nachdem das Label über YouTube auf sie aufmerksam wurde. Noch im selben Jahr veröffentlichte sie in Australien und Neuseeland ihre erste Single Edge Of The Sun.
Ihre Schauspielkarriere begann Sequeira 2014 mit einer Gastrolle in der Drama-Fernsehserie Rake. Im Herbst desselben Jahres hatte sie die Hauptrolle der Tara Crossley in der britischen Disney-Channel-Miniserie Evermoor inne, die in über 160 Ländern auf Sendung gegangen ist.

## Filmografie
- 2014: Rake (Fernsehserie, Episode 3x08)
- 2014–2016: Evermoor (Fernsehserie, 24 Episoden)
- 2017: Rip Tide
- 2018: Pearl in Paradise (Fernsehfilm)
- 2018: Kick Ons
- 2020: Romance on the Menu
- 2020: Deadhouse Dark (Fernsehserie, Episode 1x01)
- 2020: Axmo Deus (Fernsehserie, Episode 1x02)
- 2022: Who I Was Before I Forgot (Kurzfilm, auch Drehbuch und Regie)
- 2023: A Royal in Paradise (Fernsehfilm)
- 2023: Finally Me
- 2023: Totally Completely Fine (Fernsehserie, Episode 1x05)
- seit 2023: Paper Dolls (Fernsehserie)
- 2024: Return to Paradise (Fernsehserie, Episode 1x02)
- 2024: The Deb
- 2024: He Loves Me Not

Moderation
- seit 2013: Hanging With Adam and Naomi (gemeinsam mit Adam Roberts)

## Diskografie
Singles
- 2013: Edge of the Sun